# Мвотлап
Мвотла́п [ŋ͡mʷɔtˈlap] — океанийский язык восточно-вануатской группы, на котором говорит примерно 2000 человек. Большинство носителей языка расселено в пределах острова Моталава, на севере республики Вануату. Согласно конституции, мвотлап не имеет статуса государственного языка и является только местным. Язык преимущественно бесписьменный, но для записи обычно используют адаптированный латинский алфавит.

## Географическая характеристика
Мота Лава — это небольшой остров площадью 24 км², вытянувшийся с востока на запад. Из-за вулканического происхождения его земля плодородна, а коралловый риф, опоясывающий остров, создаёт благоприятную атмосферу для рыболовства. Бо́льшую часть острова занимают густые леса, изредка прерывающиеся обитаемыми и используемыми территориями, малыми в сравнении с площадью лесов.
Население острова сконцентрировано в деревнях на двух концах острова. На востоке, в старинном районе Волов (Vôlôw), находятся две слабонаселённые деревни (около ста жителей) Aplôw (прежде Vôlôw, официально Valuwa) и Telvêt. Относительно недавняя постройка аэродрома невдалеке от Aplôw привела к депопуляции этих двух деревень, родины знаменитого диалекта Vôlôw, ныне угасшего. Сегодня жизнь острова сконцентрировалась именно на западе острова, в районе Мвотлап в строгом смысле этого слова. В этой зоне находятся деревни (идут друг за другом) Lahlap (официально Ngerenigmen), Toglag, Avay (официально Var), Qēgm̄agde ~ Qōn̄magde (официально Qeremagde), а также островок Aya (официально Ra). Деревни Avay (Var) и Aplôw (Valuwa) соединены дорогой, проходящей по южному побережью острова.

## Социолингвистическая ситуация
Большинство носителей мвотлапа живёт в пределах одноимённого острова, официально называемого Мота Лава, и он является единственным языком острова. С точки зрения демографии это наиболее развивающийся остров в провинции. Население острова стремительно увеличилось с 1967 года с 816 жителей до 1418 в 1999 году. Среди жителей острова только около пятнадцати человек не являются носителями мвотлапа, да и то, потому что они приезжие: это супружеская пара, родившаяся на другом острове Банкс, англиканский священник с Соломоновых Островов, врач и его семья, родом с островов Торрес, преподаватели в начальной школе родом с других островов Вануату. Между тем, все эти люди в течение нескольких лет неплохо овладевают мвотлапом, языком, без которого невозможна социальная интеграция иммигрантов. Уже их дети без проблем смешиваются с туземным населением и являются носителями мвотлапа.
Некоторое количество носителей языка живёт за пределами острова и доводит число носителей почти до 2000 человек. На мвотлапе говорит около 80 носителей-эмигрантов первого-второго поколения, переехавших на северо-восточное побережье острова Вануа-Лава в деревни Qan̅lap и Laln̅etak; около 160 носителей, переехавших в Санто, второй по величине город страны на острове Эспириту Санто, разместившись преимущественно в деревне Манго; около 100 носителей, эмигрировавших в столицу республики; немногочисленные семьи на других островах Вануату, в особенности на Урепарапара, Гауа, Амбае и прочих.
Эти 2000 человек формируют полноценное языковое сообщество. Большинство носителей живёт в деревнях на территории в 4 квадратных километра и занимается крестьянским трудом. На языке говорят все поколения. В связи с вышесказанным можно сказать, что язык не находится под угрозой.
Мвотлап имеет контакты со следующими языками (данными в оригинальной записи): mota (остров Мота), vürës, mosina, lêmêrig (остров Вануа Лава) и lehali (остров Урепарапара). Собственно, это языки окружающих островов, ближайшие соседи. Помимо соседского влияния, есть ещё влияние языка бислама, который является государственным языком республики Вануату. Он, как и английский с французским, сильно влияют на лексику языка, хотя бы потому, что именно они задействованы в образовании и администрировании.

## Фонология

### Консонантизм
|                                | Лабио-велярные | Губно-губные | Альвеолярные | Палатальные | Велярные | Гортанные |
| ------------------------------ | -------------- | ------------ | ------------ | ----------- | -------- | --------- |
| Глухие взрывные                | k͡pʷ            |              | t            |             | k        |           |
| преназализов. звонкие взрывные |                | ᵐb           | ⁿd           |             |          |           |
| фрикативные                    |                | β            | s            |             | ɣ        | h         |
| носовые                        | ŋ͡mʷ            | m            | n            |             | ŋ        |           |
| боковые                        |                |              | l            |             |          |           |
| аппроксиманты                  | w              |              |              | j           |          |           |

Фонема /β/ имеет аллофон [p], возникающий на конце слога: na-vnō [napnʊ] («территория, земля, страна») или vavap /βaβaβ/ («сказать»), соответственно [βaβap]. Фонема /ɣ/ часто реализуется как велярный аппроксимант [ɰ] (то есть как неогубленный [w]). Поскольку неназализованных смычных нет, то в заимствованных словах появляются преназализованные: например, [ɔktɔᵐba] (англ. October). Эти фонемы теряют свою главную компоненту в позиции конца слога: например, [ᵐbɛlɛkat] (от англ. «play cards») в удвоенной форме выглядит как [ᵐbɛlɛmlɛkat]. Консонантный инвентарь мвотлапа содержит фонему типа {лабиовелярный смычный + лабиовеолярный аппроксимант} максимальной длины: [k͡pʷ] и [ŋ͡mʷ]. В то же время ныне практически вымерший язык волов (Volow) имел звук ещё большей длины [ᵑᵐg͡bʷ].

### Вокализм
Система гласных мвотлапа состоит из 7 фонем: /i ı ɛ a ɔ ʊ u/. Имеет место гармония гласных по продвинутости корня языка ([∓ATR]), необычная для данного региона: /i/ и /u/ с выдвинутым корнем языка противопоставлены фонемам /ı/ и /ʊ/ с отодвинутым корнем языка. Это явление характерно для посессивных конструкций с обязательным посессором. Используется 2 основы: основа 1 для суффикса -k (1.SG), заканчивающаяся не на /a/ (например, /k͡pʷılɣɛ-k/ «мой тесть»), и основа 2 для суффикса -n (3.SG), имеющая на конце гласный всегда ниже на один уровень, чем в основе 1 (/k͡pᵂılɣa-n/ «его тесть»). Правило применяется к тем лексемам, у которых в основа 1 последние два слога содержат /i/ или /u/. В таком случае понижение последнего гласного до /ı/ и /ʊ/ соответственно затрагивает и предпоследний слог, то есть происходит гармонизация влево: /inti-k/ «мой ребёнок» — /ıntı-n/ «его ребёнок». С другой стороны, нельзя применить правило в обратном направлении от основы 2 к основе 1, бывают случаи типа /nʊɣʊji-k/ «мой корень»—/nʊɣʊjı-n/ «его корень». Это говорит о том, что фонемы с отодвинутым корнем языка доминируют в механизме гармонии гласных, что необычно для подобных вокалических систем (см. [∓ATR] гармонию в африканских языках).

### Фонотактика
Все слова имеют ударение на последнем слоге. Слог имеет строение (C)V(C), значит кластеры из максимум двух согласных могут возникать в середине слова, но никак не в конце или начале. Если корень имеет вид CCµ, где µ — это одна гласная фонема и появляется в начале слова, то требуется эпентетическая вставка: CCµ—CµCµ (#mtij → [mitij] «спать» или #βlaɣ → [βalaɣ] «бежать»). Это правило помогает определить границу между словами, а также различить некоторые аффиксы и клитики: например, в слове [na-pnʊ] «деревня» артикль na- является префиксом, а в сочетании [nɛ βʊnʊ] «деревня-GEN» ne — клитика. Другими характерными процессами являются элизия гласных (например, /na-/+/ɛt/=[nɛt] «человек»), уподобление (например, /na-/ + /ɣɔm/ = [nɔ-ɣɔm] «болезнь») и перенос гласных (/na-/+/βıhɔɣ/ = [nı-phɔɣ]).

### Алфавит и письменность
Алфавит мвотлапа содержит 24 буквы (для 23 фонем): a /a/, b /ᵐb/, d /ⁿd/, e /ɛ/, ē /ı/, g /ɣ/, h /h/, i /i/,k /k/, l /l/, m /m/\/ᵐb/, m̄ /ŋ͡mʷ/, n /n/\//ⁿd/, n̄ /ŋ/, o /ɔ/, ō /ʊ/, p /v/, q /k͡pʷ/, s /s/, t /t/, u /u/, v /β/, w /w/, y /j/. Принцип письма фонетический.

## Типологическая характеристика языка

### Тип выражения грамматических значений
Мвотлап — язык с аналитическим строем. В нём синтаксические отношения выражаются в основном их позицией в предложении, а также предлогами и некоторыми глагольными аффиксами. Например, No m-et vēglal imam kōyō tita («я узнал отца и мать»), где единственный аффикс — показатель перфекта m.

### Тип морфологической структуры
Агглютинативный.

### Маркирование

#### В именной группе
Маркирование в именной группе вершинное (naha-n namyanag, «имя (naha) господина»), однако важной особенностью является то, что в мвотлапе выбор маркирования зависит от референта вершины группы. Например, если вершина не является человеком, то используется нулевое морфологическое маркирование (nahe vônô (название деревни)), а если референт является человеком, то используется вершинное. Эта бинарная оппозиция пронизывает всю систему мвотлапа.

#### В предикации
Нулевое маркирование: Kē(=3SG) mal(=CPLT) et(=человек) liwo(=большой) («он уже стал взрослым»).

### Тип ролевой кодировки в предикации
Типичный номинативно-аккузативный язык. За неимением падежного маркирования, синтаксические функции ядерных аргументов кодируются при помощи линейной позиции в предложении. Глаголы или собственно непереходные, или собственно переходные, очень мало промежуточных случаев (в основном типа S=A). Мвотлап запрещает конструкции с двойным объектом (doulbe-object constructions).

### Базовый порядок слов
Исходный порядок — SVO: No met kōyō («я увидел его»)

## Морфология

### Местоимения
Мвотлап не различает рода, имеет противопоставленные 1-е  инклюзивное и 1-эксклюзивное лица. Существует два набора местоимений, таких как обычные и ударные. Нет рефлексивных или реципрокальных личных местоимений, вместо них используются обычные личные, что в свою очередь вызывает двоякость смысла в предложениях типа «они убили их»/«они убились»/«они убили друг друга».

#### Личные местоимения
|       | Единственное число | Двойственное число | Тройственное число | Множественное число |
| ----- | ------------------ | ------------------ | ------------------ | ------------------- |
| 1 INC |                    | dō~dōyō            | ēntēl~dētēl        | gēn                 |
| 1 EXC | no~nok             | kamyō              | kamtēl             | kem~kemem           |
| 2     | nēk                | kōmyō              | kēmtēl             | kimi                |
| 3     | kē                 | kōyō               | kēytēl             | kēy                 |

Такие местоимения стоят в позиции подлежащего или дополнений. С другой стороны, специальные эмфатические формы используются в позиции топика, фокуса или в предикативной функции (Et-inēk(-EMPH) te, ino no, «Это не ты — это я.»).

#### Другие особенности
Для выражения императива используются специальные императивные местоимения: 2SG: Ø, 2DU: amyō, 2TR: amtēl, 2PL: ami. Императивность, таким образм, концентрируется не на глаголе, а на местоимении. К тому же, существуют несколько вокативных форм: yohē «эй вы двое», tēlhē «эй вы трое», yēhē «эй вы (много)».

### Отношения принадлежности
Мвотлап кодирует отношения принадлежности системой посессивных суффиксов, которые присоединяются к основам существительных с обязательным поссессором, причём этот процесс сопровождается алломорфией. В таблице ниже показаны посессивные суффиксы, присоединённые к основе существительного iplu «друг».
|       | Единственное число | Двойственное число | Тройственное число | Множественное число |
| ----- | ------------------ | ------------------ | ------------------ | ------------------- |
| 1 INC |                    | ēplō-dō            | ēplō-ntēl          | ēplō-ngēn           |
| 1 EXC | iplu-k             | iplu-mamyō         | iplu-mamtēl        | iplu-mem            |
| 2     | iplu(-Ø)           | iplu-mōmyō         | iplu-mētēl         | iplu-mi             |
| 3     | ēplō-n             | ēplō-yō            | ēplō-ytēl          | ēplō-y              |

### Глагол

#### Видо-временная система
Важной и любопытной особенностью мвотлапского глагола является асимметрия между положительными и отрицательными формами. Обычно языки располагают специальным показателем отрицания, который присоединяется к видо-временному показателю в глаголе. В мвотлапе всё устроено немного по-другому: помимо того, что нельзя выделить отдельных показателей отрицательности, независимых от временных, при отрицании нейтрализуются несколько семантических противопоставлений в положительных предложениях, и в итоге «отрицательных времён» заметно меньше. Например, стативу, перфекту, претериту и в какой-то степени аористу соответствует отрицательный реалис, а части аористных форм, вежливому императиву и проспективу противопоставлен прохибитив. Таким образом, девятнадцати положительным формам противопоставлено семь отрицательных.

## История
Во-первых, своё традиционное название «мотлав» язык получил потому, что первым, кто записал его, был Кодрингтон, во времена которого motlav читалось как *[ŋ͡mʷɔtˈlaβ˺]. Опираясь на его данные, между 1885 и 1998 можно проследить важные изменения в структуре языка, среди которых переход фонемы /r/ (qirig «сегодня») в /j/ (qijig), на конце слога /v/ перешла в /p/, а также пропали некоторые морфологические формы.

## Работа по описанию языка
Впервые о мвотлапе стало известно в XIX веке от знаменитого миссионера Роберта Кодрингтона, чей очерк грамматики этого языка являлся самым подробным вплоть до конца XX века. Благодаря этому очерку стал относительно доступен для сравнения диалект wolow, ныне вымерший, а также некоторые факты из истории языка. В свою очередь, Кодрингтон допускал ошибки, например, он не различал несколько гласных фонем, в частности те, которые сегодня обозначаются как e и ē и которые точно существовали в мвотлапе того времени. В середине XX века появилась работа, посвящённая вокалической системе языка и феномену копирования гласных. Мвотлап попал в несколько монографий о языках Океании, например, Darrel Tryon составил 250-словник для языков Вануату. Типологически впервые описан французским лингвистом Александром Франсуа в 2001 на основе полевых исследований. Известно, что ещё им занимается лингвист Терри Кроули.